# Desastres em 1969
Nesta página encontrará referências aos desastres ocorridos durante o ano de 1969.

## Fevereiro
- 28 de fevereiro - Sismo de Portugal de 1969, que atingiu a região de Lisboa e o sul do Portugal

## Março
- 21 de março - Acidente ferroviário de Perus na Estrada de Ferro Santos-Jundiaí, Brasil